# Primera guerra macedónica
La primera guerra macedónica fue el primero de los tres conflictos militares que enfrentaron al Reino de Macedonia con la República romana. La guerra se libró entre 214 a C. y 205 a C., y se inició como consecuencia del acercamiento entre Filipo V de Macedonia y Aníbal; tanto que aquel estuvo cerca de tomar parte en la segunda guerra púnica en apoyo de Cartago.
Inicialmente Filipo tomó la iniciativa, construyó una flota e intentó tomar el control de Iliria con el fin de obtener una base de operaciones a través de la cual introducirse en Italia. Con el fin de evitar la unión de las tropas macedonia-púnicas en territorio italiano, la República firmó una alianza con la Liga Etolia y el Reino de Pérgamo; de este modo, el monarca macedonio se veía obligado a mantener sus tropas en su territorio a fin de defenderse de los ataques de sus vecinos.
Tras la victoria de Roma sobre Cartago, y tras la pérdida del apoyo de la Liga Etolia contra Macedonia, el Senado accedió a firmar un tratado de paz en la ciudad de Fénice —conocido como la Paz de Fénice— (205 a C.). El tratado acababa con el conflicto entre romanos y macedonios, reconocía Iliria a Filipo —a excepción de ciertas ciudades costeras— con la condición de que este renunciara a apoyar a los cartagineses en su lucha contra los romanos. El cese de las hostilidades no fue duradero, y Macedonia y Roma volverían a enfrentarse en dos ocasiones más; estos conflictos recibieron el nombre de guerras macedónicas.

## Preludio
A finales del siglo III a. C., la decadencia de los estados helenísticos clásicos hizo que los etolios se unieran y crearan la Liga Etolia, la cual, aprovechándose de la debilidad de los estados vecinos se expandió en todas direcciones llegando a dominar Delfos, y se configuró como la segunda potencia griega tras el Reino de Macedonia. Coincidiendo con una etapa de enorme inestabilidad política, la Liga Etolia inició una belicosa política expansionista, conquistando la importante región de Ambracia a los epirotas, y enfrentándose a la Liga Aquea; estas acciones desafiaron la supremacía macedónica en Grecia, lo que causó el estallido de un conflicto con Macedonia, que se saldó con la derrota de los etolios.

### Intrigas en la corte macedonia

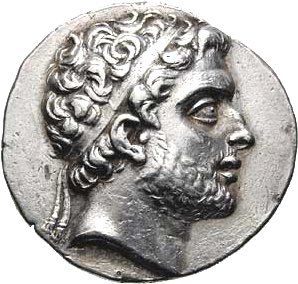
Filipo V de Macedonia.

El inicio de la segunda guerra púnica entre Roma y Cartago, en la que los romanos centraron su actividad militar, alimentó las ambiciones de Filipo V de Macedonia que soñaba con expandir sus territorios hacia el oeste. De acuerdo con los escritos de Polibio, la influencia de Demetrio de Faros —uno de los consejeros del monarca— causó el inicio de las hostilidades entre Filipo y Roma.
Al término de la Primera Guerra Ilírica, los romanos brindaron a Demetrio la oportunidad de acceder al poder en Iliria. No obstante, Demetrio violó el acuerdo con los romanos y se enfrentó a ellos (Segunda Guerra Ilírica). El comandante romano Lucio Emilio Paulo, venció a Demetrio, que tuvo que huir a fin de salvar su propia vida y encontró asilo en la corte del monarca macedonio.
En esos momentos Macedonia estaba envuelto en un conflicto con su enemigo natural, la Liga Etolia. Cuando el monarca tuvo noticias de la victoria de Aníbal frente a los romanos en el lago Trasimeno (217 a C.), Filipo solicitó el consejo de Demetrio; el otrora aliado de los romanos le recomendó reconciliarse con Liga Etolia a fin de estabilizar sus fronteras mientras marchaba hacia Iliria e Italia. Según Polibio, estas fueron las palabras de Demetrio:

Para que Grecia se incline ante tu poder por siempre: Los habitantes de Aquea por un afecto verdadero y los etolianos por el temor que les inspire el resultado de esta guerra. Italia y tu travesía son el primer paso para la institución de un imperio universal. Ahora es el momento de actuar, cuando los romanos se están aún lamiendo las heridas.

Convencido a causa de la elocuencia de su asesor, el monarca heleno comenzó las disposiciones militares pertinentes.

### Paz con Etolia
Filipo, tras ser convencido por Demetrio, inició las negociaciones de paz con Etolia. El encuentro entre Filipo y los líderes etolios tuvo lugar en Naupacto, donde se redactó un tratado de paz entre Macedonia y Etolia. Según Polibio el líder etoliano Agelao de Naupacto habló de esta manera en favor de la paz:

Lo mejor que podrían haber hecho los griegos ha sido unirse y no combatir entre ellos, hay que agradecer a los dioses que hayan hablado con una sola voz y se hayan unido para repeler los ataques de los bárbaros y salvarse a ellos y a sus ciudades. Pero si no lo creemos imposible, ahora mismo debemos unirnos y formar un vasto ejército para asumir la guerra en el oeste. Es evidente que si los cartagineses vencen a los romanos, o los romanos a los cartagineses, el vencedor no se quedará satisfecho con las posesiones de Sicilia e Iliria. Debemos adelantarnos a los acontecimientos y enfrentarnos a esta peligrosa situación en tu persona, Oh Rey. Debes abandonar la política de debilitamiento de los griegos para no caer como una presa fácil del invasor defendiendo toda Grecia por igual como si todo fuera ya parte de tus dominios. Si actúas de esta manera, los griegos se convertirán en los más cálidos amigos y los más fieles aliados que te ayudaran en cualquiera de tus empresas. Lo debes emprender con entusiasmo y dirigir tu mirada al oeste y centrar tus pensamientos en las guerras italianas. Espera con frialdad el transcurso de los acontecimientos y elige el momento adecuado para iniciar el viaje hacia la dominación mundial. Debemos retrasar nuestros conflictos para garantizar la tranquilidad en nuestras fronteras.

### Construcción de la flota
Filipo construyó una flota que constaba de cien buques militares y entrenó a un ejército de hombres a su mando (217 a C.-216 a C.). Polibio afirmó que el vigor con el que monarca se entregó a esta tarea no tenía precedentes entre sus predecesores. Macedonia no disponía de suficientes recursos para construir y mantener la clase de flota que era necesaria para enfrentarse a los romanos. De acuerdo con Polibio, Filipo no esperaba luchar con los romanos en el mar, quizá debido a la carencia de experiencia y entrenamiento.
Asimismo, se construyeron un considerable número de lembis; éstos eran pequeñas y rápidas galeras que usaban los habitantes de Iliria, y que eran capaces de transportan a cincuenta soldados sin contar a los tripulantes. Con todo ello esperaba evitar a la flota romana, que trataría de impedir un encuentro con la flota cartaginesa de Aníbal en su base de Lilybaeum, al oeste de Sicilia.
Filipo además, expandió sus territorios hacia el oeste, a través de los valles de los ríos Apso y Genuso, llegando a los bordes de Iliria. El plan de Filipo era tomar las costas de Iliria conquistando el área entre estas costas y Macedonia, y usar el nuevo territorio conquistado a fin de transportar los refuerzos rápidamente hasta las mismas puertas de Italia.
A principios de verano, Filipo y su flota partieron de Macedonia y navegaron a través del estrecho de Euripo, entre las regiones de Eubea y Beocia, en territorio heleno, rodearon el cabo Malea, y, antes de cruzar el ancho entre las Islas de Cefalonia y Leucas, esperaron a recibir la posición de la flota romana; este informe debía partir de Lilybaeum y llegar al norte de Apolonia (Iliria).
No obstante, cuando la flota macedónica estaba fondeada en la isla de Sazan, informaron a Filipo del avistamiento de quinquerremes en Apolonia. Convencido de que la flota romana marchaba hacia allí con el fin de capturarle, ordenó la retirada inmediata a Cefalonia. Polibio describió la huida de la flota macedonia como «un ejemplo de pánico y desorden». A pesar de ello, los romanos solo habían enviado diez naves con el fin de hacer frente a lo que consideraban una «alarma injustificada». Filipo había dejado escapar su mejor oportunidad de tomar Iliria y tuvo que regresar a Macedonia; aunque no había perdido ninguna nave, volvió a su reino con un considerable deshonor.

### Alianza macedonio-cartaginesa
Cuando llegó la noticia a la corte de Filipo de la aplastante victoria de Aníbal frente a los romanos en la batalla de Cannas, el monarca envió mensajeros al campamento de Aníbal en Italia con una propuesta de alianza entre sus dos pueblos. Se concluyó en el verano del 215 a C. un tratado de amistad descrito por Polibio. En el tratado se prometía apoyo militar mutuo contra los enemigos (excepto que sean aliados de los otros). Específicamente se prometía apoyo mutuo en la guerra contra Roma, Aníbal debía firmar una paz con Roma que no debía incluir a Filipo, pero Roma debía ser forzada a ceder Corfú, Apolonia, Epidanmo, Faros, Dimale, Partinia y Atintania y se debía restaurar a Demetrio en el trono de Faros.
El trato no hacía mención de ninguna invasión por parte de Filipo a Italia, ya que tras el fiasco en la isla de Sazan, a Filipo se le habían quitado las ganas de hacerse un nombre como aventurero militar.
A su regreso a Macedonia, los embajadores de Filipo y los embajadores de Aníbal fueron capturados por Publio Valerio Flaco, comandante de la flota romana que patrullaba el sur de la costa de Apulia. Una carta de Aníbal a Filipo y los términos del tratado entre ambos fueron descubiertos por los romanos.
La noticia de la alianza entre Filipo y Cartago supuso un gran golpe para Roma. Se enviaron inmediatamente 25 barcos para que se unieran a Publio Valerio Flaco y su patrulla de la costa de Apulia y se enviaron el mismo número de barcos para que guardaran la costa Adriática cerca de Tarento, en un intento por frenar los impulsos expansionistas de Filipo reduciendo su campo de operaciones a la propia Macedonia y encerrándolo progresivamente en su propio territorio.

## Primera guerra macedónica

### Guerra en Iliria
A finales de verano del 214 a C., Filipo intentó de nuevo tomar el control de Iliria por mar, con una flota de 120 lembi. Filipo capturó Orico que estaba débilmente defendido, navegó a través del río Aous (el moderno Vjosë) y asedió Apolonia.
Mientras tanto los romanos habían movilizado una flota desde Tarento hacia Brindisi para vigilar los movimientos de Filipo, más una legión que actuaría como apoyo, bajo las órdenes del propretor Marco Valerio Levino. Levino desembarcó en las inmediaciones de Orico y la retomó fácilmente tras un pequeño combate.
Según los escritos recogidos por Livio, Levino, cuando tuvo noticias del asedio de Apolonia, envió a 2000 hombres bajo el mando de Quinto Nevio Crista para que auxiliara a la ciudad. A través del ejército de Filipo, Quinto Nevio Crista y su ejército fueron capaces de entrar en la ciudad sin ser vistos. A la noche siguiente, Crista capturó al ejército de Filipo y rodeó su campamento. Filipo escapó con sus barcos y regresó a Macedonia dejando atrás una buena parte de su flota y de sus hombres, los hombres fueron asesinados o hechos prisioneros y los barcos se quemaron. Lavino pasó el invierno en Orico.
Tras la frustrada invasión de Iliria por vía marítima, y ahora bloqueado por la flota de Lavino que estaba fondeada en el Adriático, Filipo pasó los dos años siguientes (213 a C.-212 a C.) realizando incursiones en Iliria por vía terrestre. Guardando la costa, Filipo tomó las poblaciones de Atintania y Dimale y subyugó a las tribus ilíricas de los dassaretas, los partinos y finalmente, a los ardiaei del sur.
Filipo fue finalmente capaz de obtener acceso al Adriático capturando Lissus, una ciudadela considerada inexpugnable. La captura de esta población hizo que los territorios adyacentes de la zona se rindieran sin dilación. La captura de Lissus reavivó las esperanzas del monarca de conquistar Italia. Sin embargo, la pérdida de la flota de la que tanto dependía Filipo hizo de esta conquista un sueño casi inalcanzable.

### Alianza en Grecia
Para detener la que parecía inminente invasión de Filipo a Italia o a Iliria, los romanos buscaron aliados entre los pueblos griegos a fin de desestabilizar las fronteras de Macedonia y obligar al monarca a defenderse en su propio territorio.
Lavino exploró la posibilidad de llegar a un tratado de amistad con la Liga Etolia (212 a C.) Los etolianos habían firmado una paz con los macedonios en Naupacto en el 217 a C. pero tras estos cinco años se habían recuperados de los estragos causados en la guerra contra sus vecinos y estaban preparados de nuevo para levantarse en armas contra sus enemigos tradicionales.
En 211 a C., una asamblea etoliana se reunió para entablar las negociaciones con Roma. Lavino señaló astutamente la reciente captura de Capua y Siracusa, anteriormente bajo dominio cartaginés como una prueba de la capacidad militar de Roma. Se firmó entonces un tratado de alianza entre Roma y la Liga Etolia para combatir conjuntamente a los macedonios. Los etolianos dirigirían las operaciones por tierra mientras los romanos lo harían por mar. El tratado estipulaba además alianzas con otros miembros de la Liga: Elis, Esparta, Mesenia y Átalo I de Pérgamo y dos clientes de Roma, los jefes ilirios Pleurato I y Escerdílidas.

### Campaña en Grecia
Tras el verano, Lavino conquistó la principal ciudad de Zacyntho, excepto por su ciudadela, la ciudad de Oeniadae en Acarnia y la isla de Nasos, en la cual comandó las fuerzas etolianas. Tras esto trasladó su flota a Corfú para pasar el invierno.
Tras conocer la alianza entre Roma y la Liga Etolia, Filipo se apresuró a asegurar su frontera norte. Realizó unas cuantas incursiones en Iliria, Orico y Apolonia y tomó la ciudad fronteriza de Sintia en Dardania. Filipo marchó rápidamente hacia el sur a través de Pelagonia, Lincestis, Botiea y Tempe, volvió hacia el norte otra vez atacando Tracia y a la ciudad principal de Iamphorynna. Tras lo cual, se retiró a Macedonia.
Nada más regresar, Filipo recibió una petición desesperada de sus aliados los acarnianos. El strategos (general) etolio Escopas había movilizado al ejército etolio y preparaba la invasión de Acarnania. Desesperados y rodeados, pero determinados a resistir, los acarnianos enviaron a sus mujeres, niños y ancianos para que buscaran refugio en el Epiro y el resto marchó a la frontera para combatir. Tras tener noticias de la determinación de los acarnianos, los etolios vacilaron y tras conocer la llegada de Filipo abandonaron definitivamente la invasión. Tras esto Filipo se retiró a Pela para pasar el invierno.
En la primavera del 210 a C., Lavino navegó de nuevo desde Corfú con su flota y, junto con los etolios conquistó la ciudad Anticira de la Fócida. Roma esclavizó a la población y la Liga Etolia se apropió del territorio conquistado.
Aunque existían recelos de Roma y de sus métodos entre los pueblos helénicos, la coalición contra Filipo siguió creciendo. Se unieron a esta coalición antimacedónica: Pérgamo, Elis y Mesenia, seguidos por Esparta. La flota romana unida a la de Pérgamo controlaba los mares, y Macedonia y sus aliados estaban bloqueados por tierra por el resto de los integrantes de la coalición. La estrategia romana de sembrar la simiente de la discordia entre los griegos en la propia Grecia e impedir que los macedonios pasaran a Italia o Iliria estaba dando resultado. Cuando Lavino volvió a Roma para tomar posesión de su consulado, pudo informar sin temor al Senado de que la legión desplegada contra Filipo estaba completamente segura.
Sin embargo, el resto de componentes de la coalición antimacedónica permanecieron en un estado de pasividad durante el 210 a C., tiempo que Filipo aprovechó para continuar realizando incursiones. Tras intensos trabajos de sitio, Filipo tomó Echino, defendida por el strategos Dorimaco y la flota romana, comandada ahora por Publio Sulpicio Galba Máximo. Trasladándose hacia el oeste, Filipo tomó Falara y la ciudad portuaria de Lamía. Galba Máximo tomó Egina, una isla del golfo Sarónico, que los etolios vendieron al rey de Pérgamo por treinta talentos, y que se usó como base principal de operaciones contra Macedonia en el mar Egeo.
En la primavera del 209 a C., Filipo recibió peticiones de ayuda de sus aliados de la Liga Aquea del Peloponeso, que estaban siendo atacados por Esparta y sus aliados de la Liga Etolia. También recibió noticias del nombramiento de Átalo I de Pérgamo como uno de los líderes de la Liga Etolia y de que intentaba cruzar el mar Egeo hacia Asia Menor. Filipo marchó hacia el sur de Grecia. En Lamía se enfrentó al otro líder de la Liga Etolia, el strategos Pirrias, que estaba apoyado por tropas auxiliares romanas y de Pérgamo. Filipo venció en dos batallas a su enemigo en Lamía (primera batalla de Lamía y segunda batalla de Lamía), y le obligó a retirarse al interior de las murallas (lugar del que estaban poco dispuesto a salir para plantar batalla campal) tras haber infligido graves pérdidas a las tropas de Pirrias.

### Negociaciones de paz

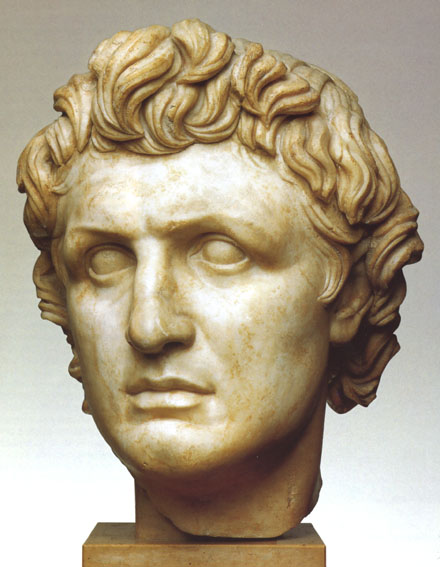
Átalo I, rey de Pérgamo.

Desde Lamía, Filipo se dirigió a Falara. Allí se encontró con los representantes de los estados neutrales del conflicto: Egipto, Atenas y Quíos. Estos países estaban intentado acabar con la guerra ya que ésta estaba afectando seriamente al estado del comercio, actividad económica más importante de estos países. A las negociaciones acudió el líder etolio Amynador, con el que Filipo negoció y firmó una tregua de 30 días.
De allí Filipo marchó para bloquear el posible desembarco de Átalo I y después marchó para volver a conferenciar con los etolios. La conferencia se interrumpió por la llegada de noticias de que Átalo había conseguido desembarcar en Egina y que la flota romana estaba en Naupacto. Los representantes etolios, asustados espetaron a Filipo que debía ceder Pylos a Mesenia, Atinttania a los romanos y Ardiaei a Pleuratos y Scerdilaidas. Filipo se marchó indignado de la conferencia alegando que "aunque él buscaba verdaderamente la paz, los etolios sólo buscaban un pretexto para recrudecer la guerra."

### Se reanudan las hostilidades
Desde Naupacto Sulpicio navegó hacia el este de Corinto y Sición y dirigió rápidas incursiones por esa zona. Filipo, con su caballería sorprendió a los romanos y los hizo huir hacia sus propias embarcaciones. Los romanos, con Sulpicio a la cabeza, se retiraron a Naupacto.
Tras ello, Filipo se unió en las inmediaciones de Dyme al general de Acaya, Cicliadas para dirigir un ataque conjunto a la ciudad de Elis, la base de la Liga Etolia contra Acaya. Sin embargo, Sulpicio había navegado hacia Cyllene y pudo reforzar la ciudad con 4000 legionarios romanos antes del asedio. Filipo dirigió la carga de caballería contra el enemigo pero fue abatido de su caballo y tras una encarnizada batalla en la que los macedonios fueron derrotados logró escapar. Tras esta derrota, Filipo capturó la ciudadela de Fírico, tomando 4000 prisioneros y 20 000 animales. Cuando le llegaron noticias de nuevas incursiones en Iliria, Filipo abandonó Etolia y volvió a Demetrias en Tesalia.
Mientras, Sulpicio había navegado por el Egeo y se había unido a su aliado Átalo I de Pérgamo en Egina para pasar el invierno. En el 208 a C., Átalo y Sulpicio combinaron su flota compuesta por 25 barcos de Roma y 35 de Pérgamo e intentaron sin éxito tomar Lemnos, pero lograron ocupar la isla cercana de Parapetos (Skolas), que estaba bajo posesión macedonia.
Tras su éxito, Átalo y Sulpicio se reunieron en Heraclea de Traquinia con el consejo de líderes de la Liga Etolia que incluían los estados neutrales de Egipto y Rodas, que continuaban intentando lograr que finalizara el conflicto. Cuando Filipo tuvo noticias de la conferencia, marchó rápidamente hacia el sur donde intentó capturar a los líderes enemigos, pero llegó demasiado tarde.
Rodeado por sus enemigos, Filipo fue obligado a adoptar una nueva política defensiva. Distribuyó a sus comandantes y líderes militares por todo el territorio macedónico y estableció un sistema de hogueras por todas las ciudades importantes para que informaran de los movimientos de los enemigos.
Tras abandonar Heraclea de Traquinia, Átalo y Sulspicio saquearon Óreo, en el norte de Eubea y Opunte, la ciudad principal del este de la Lócrida Opuntia. Las riquezas de Oreos se reservaron para Sulpicio mientras que las de Opunte fueron para Átalo. Sin embargo, con las fuerzas divididas ya que Sulpicio se había ido para iniciar la confiscación de los bienes de su ciudad, Filipo, avisado por el sistema de señales de fuego, atacó y tomó Opunte. Átalo fue cogido por sorpresa y por poco no logró escapar.

## Fin del conflicto
A pesar de considerar la huida de Átalo como una pequeña derrota, Filipo notó que la guerra estaba otra vez cambiando de lado. Átalo fue obligado a volver a Pérgamo donde se enteró de que el rey de Bitinia, Prusias I, que estaba emparentado con Filipo, se estaba movilizando contra Pérgamo. Sulpicio mientras tanto volvió a Egina. Libre de la presión de las flotas combinadas de Roma y Pérgamo, Filipo fue capaz de reanudar la ofensiva contra los etolios. Capturó la ciudad de Tronio, a la que siguieron las plazas fuertes de Titronium y Drymea, al norte del Cefiso. Filipo también retomó el control de Oreo.
Los estados comerciantes con grado de neutralidad en el conflicto siguieron intentando impulsar un tratado de paz. En Elateia, Filipo se entrevistó con los embajadores de Rodas, Egipto, Bizancio, Quíos, Mitilene y quizás Atenas, además de algunos líderes etolios. La guerra se estaba inclinando cada vez más del lado de Filipo, sin embargo los etolios no estaban dispuestos a firmar un acuerdo de paz con las abusivas imposiciones del monarca macedonio. Sin embargo tras tres meses más de conflicto los etolios se vieron obligados a firmar una paz desfavorable sin el consentimiento de Roma con el fin de conservar su territorio (206 a C.).
A la primavera siguiente los romanos enviaron a Publio Sempronio Tuditano con 35 barcos y 11 000 hombres a Dirraquio, en Iliria, donde incitó a la revuelta contra Filipo a los partinos y puso bajo sitio a Dimale. Sin embargo cuando llegó Filipo, Sempronio levantó el asedio y se refugió bajo las murallas de Apolonia. Sempronio intentó sin éxito que los etolios volvieran a entrar en la guerra contra Filipo, pero éstos, cansados de batallar, se negaron. Sin más aliados en Grecia pero habiendo cumplido el objetivo de evitar que Filipo apoyara a Aníbal en la guerra contra Roma, el Senado estaba preparado para firmar la paz. Un tratado firmado en Fénice en el 205 a C., conocido como la Paz de Fénice, finalizó oficialmente la primera guerra macedónica, un conflicto armado que había durado nueve años.